# Kōya, Wakayama
Kōya (高野町 Kōya-chō) là thị trấn thuộc huyện Ito, Wakayama, Nhật Bản. Tính đến ngày 1 tháng 10 năm 2020, dân số ước tính thị trấn là 2.970 người và mật độ dân số là 22 người/km2. Tổng diện tích thị trấn là 137,03 km2.